# Dörte Dinger
Dörte Dinger (* 1981) ist eine deutsche Politologin und seit März 2022 Staatssekretärin und Chefin des Bundespräsidialamtes.

## Leben
Dinger studierte in Marburg, wo sie sich für die Jusos engagierte, und in Bologna Soziologie und Geschichte und promovierte über die deutsch-italienischen Beziehungen. Im Jahr 2011 wurde sie Referentin des damaligen SPD-Fraktionsvorsitzenden im Deutschen Bundestag, Frank-Walter Steinmeier. Mit dessen Wechsel ins Auswärtige Amt 2013 folgte sie ihm und übernahm dort die Leitung des Parlaments- und Kabinettsreferats.
Als Steinmeier 2017 Bundespräsident wurde, übernahm Dinger die Büroleitung im Bundespräsidialamt. Dort betreut sie bürgernahe Begegnungen des Bundespräsidenten. Nach dessen Wiederwahl im Februar 2022 wurde sie Chefin des Bundespräsidialamtes.
Dinger ist Mutter von drei Kindern.

## Buchveröffentlichungen
- Zwischen Furcht und Bewunderung? Italienische Haltungen zur neuen deutschen Außenpolitik. Peter-Lang-Verlagsgruppe,  Frankfurt u. a. 2006, ISBN 978-3-631-55715-0.
- From Friends to Collaborators: A Constructivist Analysis of Changes in Italo-German relations with the End of the Cold War. Nomos Verlag, Baden-Baden 2013, ISBN 978-3-8329-7752-8.